# Olarenwaju Kayode
Tobi Olarenwaju "Larry" Ayobami Kayode (ur. 8 maja 1993 w Ibadanie, Nigeria) – nigeryjski piłkarz występujący na pozycji napastnika.

## Kariera piłkarska

### Kariera klubowa
Wychowanek klubu Marvellous FC. W 2010 rozpoczął karierę piłkarską w Mimosas, skąd został wypożyczony do AFAD Djékanou. W 2012 grał na zasadach wypożyczenia w FC Luzern, a w pierwszej połowie 2013 w Heartland. Latem 2013 zasilił skład izraelskiego Maccabi Netanja, który wykupił transfer piłkarza. Latem 2015 przeszedł do Austrii Wiedeń. W czerwcu 2017 roku piłkarz był bliski przejścia do Legii Warszawa. 17 sierpnia 2017 podpisał 4-letni kontrakt z Manchester City, skąd został wypożyczony na pół roku do Girony. 2 marca 2018 podpisał półroczną umowę wypożyczenia z Szachtarem Donieck. Po zakończeniu sezonu 2017/18 doniecki klub wykupił kontrakt piłkarza. 24 lipca 2019 został wypożyczony do Gazişehir Gaziantep FKu.

## Kariera reprezentacyjna
Występował w juniorskiej i młodzieżowej reprezentacji Nigerii. 23 marca 2017 debiutował w narodowej reprezentacji Nigerii.

## Sukcesy i odznaczenia

### Sukcesy klubowe
ASEC Mimosas
- mistrz Wybrzeża Kości Słoniowej: 2010

Maccabi Netanya
- mistrz Izraelskiej Drugiej Ligi: 2013/14

Austria Wiedeń
- wicemistrz Austrii: 2016/17
- brązowy medalista mistrzostw Austrii: 2015/16

Szachtar Donieck
- mistrz Ukrainy: 2017/18, 2018/19
- zdobywca Pucharu Ukrainy: 2017/18, 2018/19